# Programa d'entrevistes nocturn
|  | «Late Night» redirigeix aquí. Vegeu-ne altres significats a «Late Night (desambiguació)». |

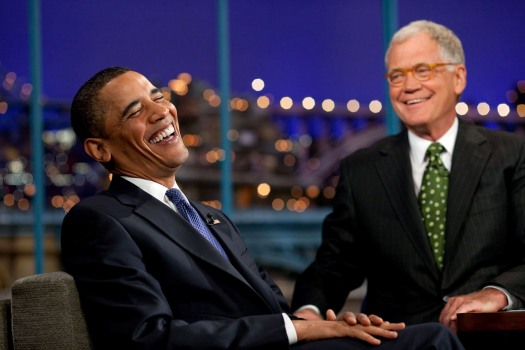
Barack Obama és entrevistat per David Letterman en un programa d'entrevistes nocturn.

Un programa d'entrevistes nocturn (en anglès, late-night talk show) és un subgènere de programa d'entrevistes. És específicament un tipus d'entrevista orientada a la comèdia i l'espectacle de varietats, que s'emet a altes hores de la nit. Les característiques del gènere inclouen monòlegs d'actualitat en què el presentador se'n riu de les notícies del dia, esquetxs còmics, entrevistes a famosos, i actuacions musicals d'artistes nous i consolidats de grans discogràfiques. El format de programa d'entrevistes nocturn es va popularitzar, encara que no inventar, per Johnny Carson amb The Tonight Show Starring Johnny Carson a la NBC. Sovint els programes d'entrevistes nocturn compten amb una taula, darrere de la qual el presentador se seu per entrevistar els convidats. Molts programes d'entrevistes nocturns compten amb una banda pròpia que en general toca per al públic de l'estudi durant les pauses comercials i de tant en tant versionen un artista convidat.

## A l'estat espanyol

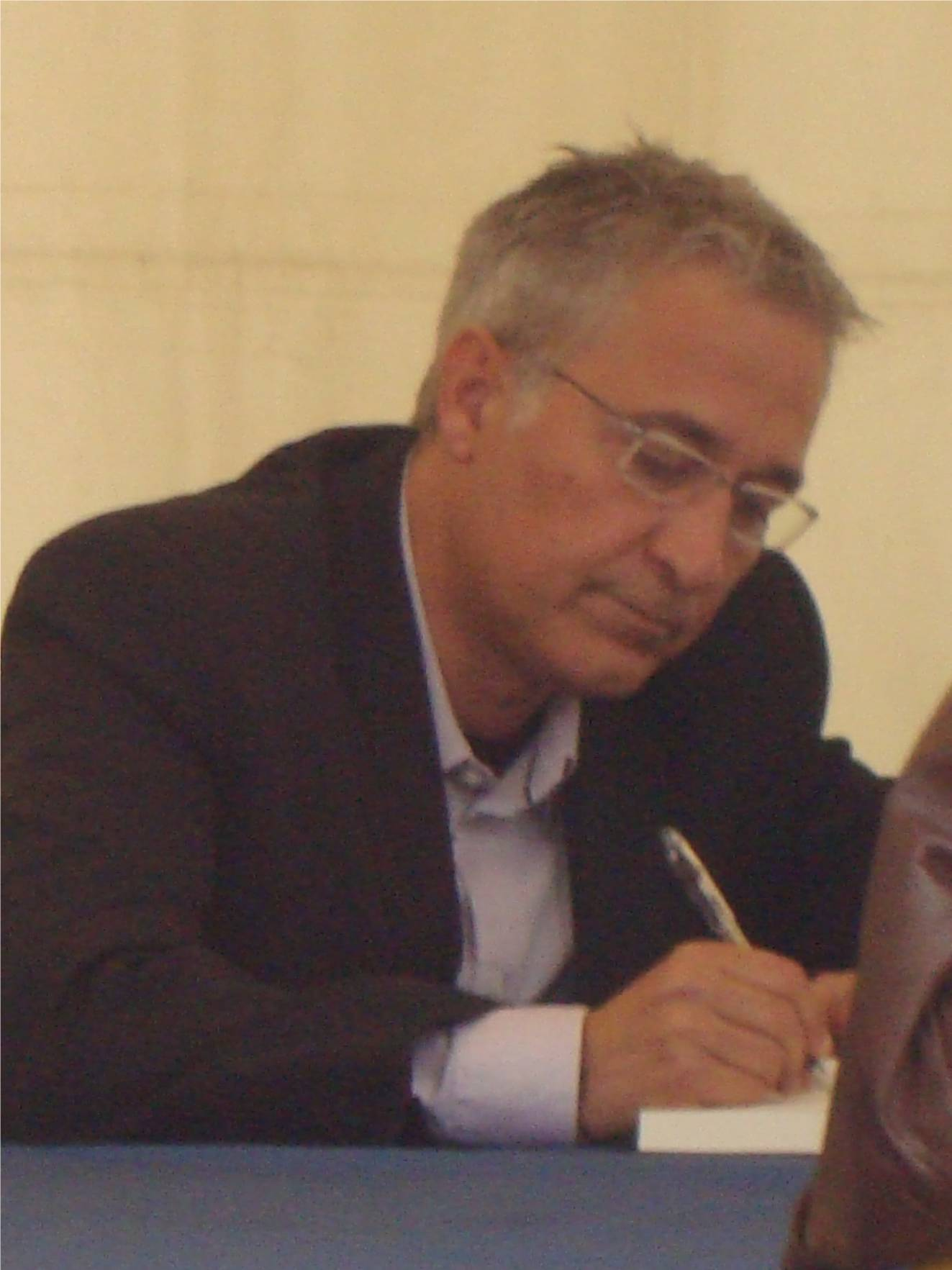
Xavier Sardà

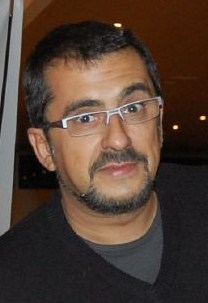
Andreu Buenafuente

El late night show a l'estat espanyol sol començar més tard que als països anglosaxons, degut als costums del país. De fet, els programes de més audiència (prime time) s'allarguen més enllà de la mitjanit i el late night ha de passar a la matinada.
El pioner de la fórmula a Espanya fou el programa Àngel Casas Show, del periodista musical Àngel Casas, a TV3 del 1984 al 1988. El mateix presentador va passar a TVE Catalunya amb Un dia és un dia, del 1990 al 1993, també en català i en el qual, setmanalment, el programa acabava amb la novetat d'un striptease davant la càmera. Després aparegué La noche se mueve, emès a Telemadrid a la temporada 1992-1993, dirigit per José Miguel Contreras i presentat per El Gran Wyoming.
El format del late show nord-americà quedà consolidat a l'estat espanyol quan el presentador Pepe Navarro l'importà a les matinades de Telecinco amb el programa Esta noche cruzamos el Mississippi, que, després de dos anys en pantalla (1995-1997), deixà pas a Xavier Sardà amb les Crónicas Marcianas, que s'emetrien durant vuit anys (1997-2005).
Durant tots aquests anys, la competència directa de Telecinco, Antena 3, cercà la manera de superar en audiència el seu rival amb un gran nombre de successius late night que mai no van funcionar prou i, en conseqüència, eren cancel·lats al cap de pocs mesos o, fins i tot, setmanes d'emissió: La noche prohibida (1996), amb José Coronado, La sonrisa del pelícano (1997, només 6 setmanes d'emissió), amb Pepe Navarro, Efecto F (1997, 8 setmanes), amb Francis Lorenzo, La central (2000, només 2 setmanes), amb Jesús Vázquez, o Maldita la hora (2001, 2 setmanes), amb Máximo Pradera i el que va tenir més acceptació i estigué més temps a la pantalla, Abierto al anochecer (2002) amb Jordi González.
En l'àmbit de les cadenes autonòmiques, a part dels esmentats Àngel Casas Show i La noche se mueve, cal destacar Les Mil i Una (1997-2000), amb Jordi González, i La cosa nostra (1999-2002) i Una Altra Cosa (2002-2004), les dues darreres amb Andreu Buenafuente, i tots a Televisió de Catalunya (TV3). A Telemadrid, un cop més, cal destacar el programa Territorio Comanche, 8 temporades en antena des del 2005, presentat per la valenciana Cristina Tàrrega.
Després d'uns quants anys de domini absolut de Crónicas Marcianas, aparegueren algunes alternatives que aconseguirien prendre protagonisme a Xavier Sardà:
D'una banda, a Cuatro el programa Noche Hache, amb la humorista Eva Hache, arribà a ser el programa de més quota de pantalla de la cadena. Desaparegué el 2008, i dos anys després es recuperà la idea amb Santi Millán i el programa ¡UAU!.
Amb l'aparició de noves cadenes privades, Dani Mateo presentà a Paramount Comedy el programa Noche sin tregua (2004-2007).
I, finalment, el 2005 s'inicià a Antena 3 el late show que desbancà les Crónicas marcianas. L'humorista Andreu Buenafuente, procedent de TV3, començà a presentar a Antena 3 el programa que porta el seu nom: Buenafuente. El 2007, i des d'aquest moment amb la col·laboració de Berto Romero, passà a emetre's al canal subsidiari d'Antena 3, La Sexta, on substituí un altre programa del mateix format, Sabías a lo que venías, amb Santiago Segura. Buenafuente es mantingué en pantalla fins al 2011.
Fou aleshores quan Telecinco fracassà amb espais anàlegs com Plan C (2005), amb Carolina Ferre. Televisió Espanyola tampoc aconseguí sortir-se'n amb la fórmula i fracassà successivament amb dos veterans del gènere: El Gran Wyoming amb La azotea de Wyoming (2005, vuit setmanes en antena) i Pepe Navarro amb Ruffus & Navarro (2005-2006, sis setmanes en antena).
Després de la cancel·lació de Buenafuente el 2011 i de la seva continuació Buenas noches y Buenafuente (2012) i després de gairebé 20 anys de bons nivells d'audiències, el format desaparegué de les cadenes espanyoles per esgotament -tant dels creadors com del públic- durant més d'un any, fins que retornà el 2013 un cop més amb Andreu Buenafuente i el programa En el aire, de La Sexta. El 2014 aparegué a Telecinco un late night presentat en equip per 5 dones i titulat Hable con ellas.